# Wilfrid Schilling
Wilfrid Schilling, ou Wilfried Schilling, (Alemanha, 8 de dezembro de 1919 — Locarno, 6 de setembro de 1982) foi um escritor, jornalista, crítico de música e dramaturgo de rádio.

## Atividade
Escreveu e publicou vários livros, trabalhou como jornalista no jornal suíço Südschweiz, foi crítico musical no festival it:Settimane_musicali_Ascona  e escreveu inúmeras Radionovelas  para a estação Westdeutscher Rundfunk, na Alemanha Oriental.

## Obra-Prima
Em 1959, escreveu a sua obra-prima Die Angstmacher (Os Temíveis em português) um romance do Pós-guerra, que causou uma grande controvérsia na época.
A ação deste livro passa-se na Alemanha, em 1956, e relata a história de um respeitável jornalista e antigo membro da Resistência Alemã, que ajudou as autoridades francesas a prender Nazis após a Segunda Guerra Mundial. Por esse motivo, passa a ser alvo de retaliação por parte de elementos Nazis que dissimuladamente se reinstalaram em cargos poderosos do sistema de justiça alemão.
De acordo com a bandana da edição americana, Wilfrid vivia na Bélgica quando escreveu esta obra, tendo deixado a Alemanha precisamente devido ao seu receio de sofrer uma perseguição semelhante.
O livro foi publicado em dez países europeus e nos Estados Unidos, em 1960, com o título The Fearmakers.

## Distinções
Foi eleito membro do PEN (clube), na reunião do conselho do Centro para Autores de Língua Alemã no Estrangeiro, em Londres.

## Livros
- Die Angstmacher, Würzburg e Viena, Verlag Andreas Zettner,1960.[5]
- Wenn der Haberle mit dem Pfleiderer… Estugarda, Adolf Bonz & Co.,1961.[6]
- Stuttgart für Anfänger, Zurique, Diogenes Verl., 1965.[7]

## Radionovelas
- 1965 - Eulogy (Prof. Quist) - Realizador: Theodor Popp, Actor: Walter Kroter - Westdeutscher Rundfunk, RDA;
- 1965 - Laudatio - Realizador: de:Joachim Staritz - Transmissão: Westdeutscher Rundfunk, RDA;
- 1967 - De Columbus van Albabella - Realizador: Jan C. Hubert - Transmissão: Westdeutscher Rundfunk, RDA;
- 1969 - Conversas na Adega: Greta - Realizador: de:Joachim Staritz, Atriz: Karin Schröeder - Westdeutscher Rundfunk, RDA;
- 1969 - Conversas na Adega: Mac Guire - Realizador: de:Joachim Staritz, Ator: Hans-Edgar Stecher - Westdeutscher Rundfunk, RDA;
- 1969 - Conversas de adega: Marcel - Realizador: de:Joachim Staritz, Ator: Walter Lendrich [8] - Westdeutscher Rundfunk, RDA;
- 1969 - Conversas na Adega: Sra. Felby - Realizador: de:Joachim Staritz, Atriz: en:Marion Van De Kamp [9] - Westdeutscher Rundfunk, RDA;
- 1969 - Conversas na Adega: Anneliese - Realizador:de:Joachim Staritz, Atriz: Ruth Gloss [10] - Westdeutscher Rundfunk, RDA;
- 1969 - Conversas na Adega: Rudi - Realizador: de:Joachim Staritz, Ator: Jürgen Hentsch - Westdeutscher Rundfunk, RDA;